# Parafia św. Rocha w Dąbrówce Górnej
Parafia Świętego Rocha w Dąbrówce Górnej – parafia rzymskokatolicka, znajdująca się w diecezji opolskiej, w dekanacie Prószków.